# سيبالوني
كيبالوني، (بالإنجليزية: Ceppaloni)‏، هي (بلدية) في مقاطعة بينيفينتو في منطقة كامبانيا الإيطالية، وتقع على بعد حوالي 50 كم شمال شرق نابولي، وحوالي 9 كم جنوب بينيفينتو.

## السكان
في سنة 1861 بلغ عدد السكان 2٬659 نسمة، وتطور العدد ليصل في سنة 2011 لـ 3٬375 نسمة.
يظهر هذا المخطط البياني تطور النمو السكاني لـ سيبالوني